# Raul Zelik

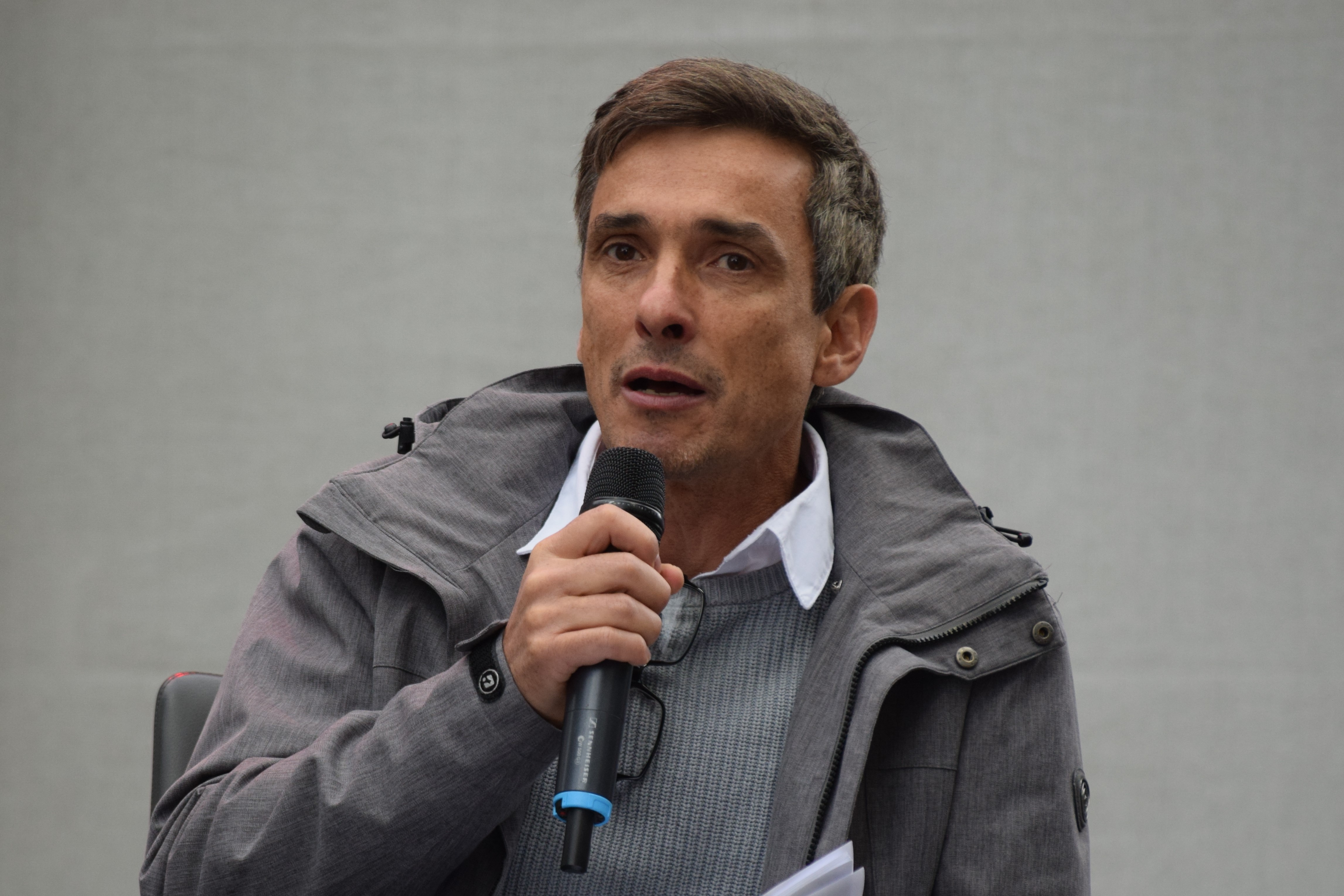
Raul Zelik (2018)

Raul Zelik (Pseudonym, * 1968 in München) ist ein deutscher Schriftsteller, Journalist, Übersetzer und Politikwissenschaftler.

## Leben
Zelik zog 1988 nach Berlin-Neukölln und arbeitet seit 1992 als freier Autor. 1997 veröffentlichte er seinen Debütroman Friss und stirb trotzdem (Edition Nautilus), in dem der Tod des rechtsextremen Gerhard Kaindl verhandelt wird. Ab 1999 folgten Romane und Sachbücher zu Lateinamerika, 2001 ein Drehbuchprojekt mit dem Regisseur Detlev Buck. Der Durchbruch gelang Zelik mit dem Roman Berliner Verhältnisse (Blumenbar-Verlag), der 2005 für den Deutschen Buchpreis nominiert war. Zeliks darauffolgender Roman Der bewaffnete Freund (Blumenbar-Verlag 2007), der den baskischen Konflikt anhand einer ungleichen Freundschaft erzählt, wurde von Beatrix Langner in der Neuen Zürcher Zeitung als „wohltuendes Antidot gegen die aufgeheizten Terrorismusdiskurse“ bezeichnet. Gemeinsam mit Petra Elser legte Zelik 2007 mit dem Roman Der gefrorene Mann (von Joseba Sarrionandia, Blumenbar-Verlag) auch eine der ersten literarischen Direktübersetzungen aus dem Baskischen vor. 2010 veröffentlichte er ein Gesprächsbuch mit dem marxistischen Politökonomen Elmar Altvater. Darin erörtern die beiden die Chancen nichtkapitalistischer Gesellschaften und das Scheitern des Staatssozialismus.
Mit Venezuela más allá de Chávez, La Negra (2004 und 2005 bei Editorial Virus, Barcelona), Situaciones Berlinesas und Lagun Armatua (beide 2009 bei Editorial Txalaparta, Tafalla) liegen einige Bücher Zeliks auch in spanischer bzw. baskischer Übersetzung vor.

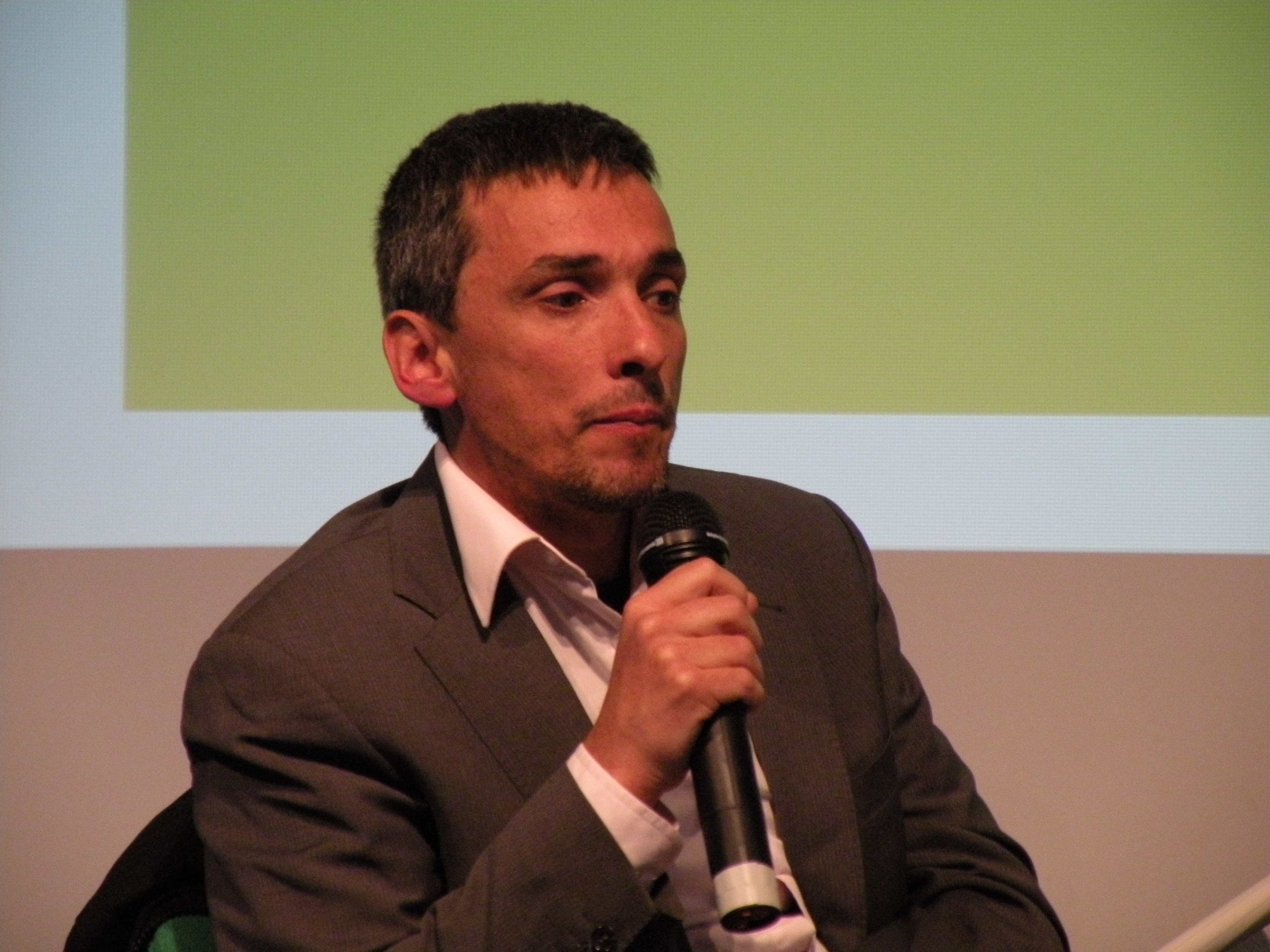
Zelik bei der Heinrich-Böll-Stiftung (2010)

Parallel hierzu war und ist Zelik als Sozialwissenschaftler tätig. 1990 bis 1995 absolvierte er ein Studium der Politikwissenschaften und Lateinamerikanistik an der FU Berlin. Seither hat er regelmäßig fachwissenschaftlich publiziert. Sein Augenmerk galt dabei vor allem der Anwendbarkeit theoretischer Konzepte auf die aktuelle lateinamerikanische Politik. So diskutierte Zelik den von Giorgio Agamben entwickelten Begriff des Ausnahmezustands am Beispiel Kolumbien und das von Gilles Deleuze / Félix Guattari stammende Konzept des Rhizoms im Zusammenhang mit den sozialen Bewegungen in Venezuela. Zelik promovierte 2008 mit einer Studie über die kolumbianischen Paramilitärs als Fallbeispiel informalisierter (Un-)Sicherheit. Ab 2005 unterrichtete er regelmäßig in Berlin, 2008 war er Gastprofessor am IEPRI (Institut für Politische Studien und Internationale Beziehungen) in Bogotá. 2009 wurde er an der Nationaluniversität Kolumbiens zum Professor für Politikwissenschaften berufen und lehrte Politische Theorie und Internationale Politik in Medellín. Aus familiären Gründen gab er die Professur 2013 auf. 2017/2018 war er Vertretungsprofessor für internationale und intergesellschaftliche Politik an der Universität Kassel.
Als Publizist schreibt Zelik v. a. für die Schweizer Wochenzeitung, für die junge Welt und das ND. Außerdem produziert er für WDR und Deutschlandfunk regelmäßig Hörfunk-Features. Seine Übersetzungen umfassen Romane und Sachbücher.
Er war Mitgründer der Berliner Organisation Für eine linke Strömung. Im Juni 2012, kurz nach dem Göttinger Parteitag der Partei Die Linke, wurde er Mitglied dieser Partei. Am 29. Mai 2016 wurde er in den Parteivorstand gewählt. 2022 stelle er sich nicht erneut zur Wahl.
Im Januar 2021 unterstützte er im Rahmen der Corona-Pandemie als Erstunterzeichner der Kampagne #ZeroCovid eine Zero-Covid-Strategie.
Den Vornamen Raul wählte Zelik selbst, der Nachname Zelik stammt von seiner türkischen Ex-Frau. Zelik ist Vater eines Kindes.

## Audios
- ZeroCovid – Ausweg oder Irrweg? Raul Zelik vs. Ulrike Guérot, Deutschlandfunk Streitkultur mit Manfred Götzke, 23. Januar 2021

## Auszeichnungen
- 1998 Stipendiat des Klagenfurter Literaturkurses beim Ingeborg-Bachmann-Wettbewerb
- 1998 Walter-Serner-Preis für die Kurzgeschichte Iserlohn Beats
- 1999 Autorenstipendium des ABP (Ausschuss für entwicklungsbezogene Bildung und Publizistik in der evangelischen Kirche)
- 1999 Jugendliteraturförderung der Stiftung Preußische Seehandlung
- 1999 Alfred-Döblin-Stipendium der Berliner Akademie der Künste
- 2000 Stipendium Schloss Wiepersdorf des Berliner Senats
- 2001 Drehbuch-Stipendium Master School des Filmboard Berlin-Brandenburg
- 2003 Aufenthaltsstipendium der Kulturstiftung des Bundes in Caracas / Venezuela
- 2005 Long List des Deutschen Buchpreises für den Roman Berliner Verhältnisse
- 2007 Förderung des Deutschen Übersetzerfonds für die Übertragung des Romans von Joseba Sarrionandia Der gefrorene Mann aus dem Baskischen (gemeinsam mit Petra Elser)

## Schriften
- Friß und stirb trotzdem. Roman. 1997, ISBN 3-89401-279-X.
- mit Dario Azzellini: Kolumbien – Große Geschäfte, staatlicher Terror und Aufstandsbewegung, Neuer ISP Verlag, ISBN 3-929-008-48-3, 256 S., kostenloser Download: PDF Sachbuch.
- La Negra. Roman. 2000, ISBN 3-89401-532-2.
- GrenzgängerBeatz. Erzählungen. 2001, ISBN 3-922611-89-3.
- Made in Venezuela. Notizen zur ‹bolivarianischen Revolution›. Politisches Tagebuch. 2004, ISBN 3-935936-28-1.
- Bastard – Die Geschichte der Journalistin Lee. Roman. 2004, ISBN 3-935936-25-7.
- Berliner Verhältnisse. Roman. 2005, ISBN 3-936738-18-1.
- Der bewaffnete Freund. Roman. 2007, ISBN 978-3-936738-27-8.
- Die kolumbianischen Paramilitärs. 'Regieren ohne Staat' oder terroristische Formen der Inneren Sicherheit. Sachbuch. Westfälisches Dampfboot, Munster 2009, ISBN 978-3-89691-766-9 (Dissertation FU Berlin 2008, 352 Seiten).
- Die Vermessung der Utopie – Mythen des Kapitalismus und die kommende Gesellschaft. Raul Zelik im Gespräch mit Elmar Altvater. Sachbuch. 2009, ISBN 978-3-936738-62-9 (Eine veränderte und erweiterte Neuausgabe erschien bei Bertz+Fischer, Berlin 2015, ISBN 978-3-86505-729-7). download
- Nach dem Kapitalismus? Perspektiven der Emanzipation oder: Das Projekt Communismus anders denken. Sachbuch. 2011, ISBN 978-3-89965-449-3.
- Otros Mundos Posibles? Crisis, gobiernos progresistas, alternativas de sociedad. Sachbuch. 2012, ISBN 978-958-761-136-6. download
- Der Eindringling. Roman. 2012, ISBN 978-3-518-12658-5.
- Mit PODEMOS zur demokratischen Revolution? Krise und Aufbruch in Spanien. Sachbuch 2015, ISBN 978-3-86505-733-4.
- Paramilitarismo. Violencia y transformación social, política y económica en Colombia, Sachbuch 2015, ISBN 978-958-665-344-2.
- Im Multiversum des Kapitals. Wer herrscht wie, wer protestiert, wer nicht und warum nicht?. Sachbuch 2016, ISBN 978-3-89965-694-7.
- Continuidad y Ruptura. Perspectivas de cambio en el Estado espanol, Sachbuch 2016, ISBN 978-84-945481-3-0.
- La izquierda abertzale acertó, Sachbuch 2017, ISBN 978-84-17065-20-1.
- Spanien – Eine politische Geschichte der Gegenwart, Bertz + Fischer, Berlin 2018, ISBN 978-3-86505-744-0.
- Die Linke im Baskenland. Eine Einführung, Mandelbaum, Wien 2019, ISBN 978-3-85476-689-6.
- Wir Untoten des Kapitals. Über politische Monster und einen grünen Sozialismus, Suhrkamp, Berlin 2020, ISBN 978-3-518-12746-9.

## Feature / Hörspiel
- 2005: Venezuelas bolivarianische Revolution, Feature (WDR)
- 2005: Friss und stirb trotzdem, Hörspiel (WDR)
- 2007: Das baskische Labyrinth, Feature (WDR)
- 2007: Sprache ist unsere einzige Heimat, Literarisches Feature (WDR)
- 2010: Erfolgsmodell Kolumbien. Mit organisiertem Verbrechen zur Inneren Sicherheit, Feature (WDR/DLF)
- 2010: Befreit von Vaterlandsverrätern. Der vergessene Widerstand der Kärntner Slowenen, Feature (DLF)
- 2014: Ausnahmezustand? Das spanische Baskenland nach dem Ende der ETA, Feature (DLF)
- 2014: Endlich Frieden in Kolumbien? Feature (WDR)
- 2014: Aufstand gegen Augstein, Feature (Deutschlandradio Kultur)
- 2017: Postkapitalistische Perspektiven, Essay (Deutschlandfunk Essay und Diskurs)
- 2017: Die Selbstorganisierung der Abgehängten. Veränderung durch Empowerment, Feature (Deutschlandfunk)
- 2017: Katalonien raus aus Spanien, Feature (WDR)